# Helen Rihbany
Helen Antoinette Rihbany (Stamford, 16 luglio 1916 – Barnstable, 5 luglio 1998) è stata una tennista statunitense.

## Biografia
Nata come Helen Antoinette Pedersen si è sposata nel 1941 con Edward H. Rihbany usando il cognome da coniugata per la maggior parte della carriera, successivamente è convolata in seconde nozze con William McLaughlin.

## Carriera
Si fa notare agli US Indoors dove raggiunge a sorpresa la finale nel 1934 e ripete il risultato l'anno seguente. Agli U.S. National Championships 1936 ha raggiunto le semifinali prima di arrendersi ad Alice Marble, nel dopoguerra ha disputato due quarti di finale al Roland Garros e la semifinale di Wimbledon 1949.
Nel doppio femminile ha giocato due semifinali Slam in coppia con Barbara Scofield e una insieme a Shirley Fry senza tuttavia riuscire a raggiungere la finale.